# The Dream Syndicate
The Dream Syndicate ist eine US-amerikanische Rockband aus Los Angeles, die zum Paisley Underground gehörte, erstmals zwischen 1981 und 1989 musizierte und sich 2012 wiedervereinigte. 
Ursprünglich gehörten ihr Steve Wynn (Gesang, Gitarre), Karl Precoda (Gitarre), Kendra Smith (Bass) und Dennis Duck (Schlagzeug) an. Zuletzt bestand die Band aus Wynn, Duck sowie Paul B. Cutler (Gitarre) und Mark Walton (Bass). Der Name der Band geht auf einen Vorschlag von Dennis Duck zurück und bezieht sich auf eine Anfang der 1960er von Tony Conrad in New York gegründete experimentelle Gruppe (besser bekannt als The Theater of Eternal Music), der auch John Cale angehört hatte.

## Geschichte
Während ihres Studiums an der University of California in Davis spielten Wynn und Smith zusammen mit Russ Tolman und Gavin Blair (beide später bei True West) in der Band The Suspects. Nach Los Angeles zurückgekehrt, nahm Wynn eine Single mit dem Titel 15 Minutes (für den von Andy Warhol geprägten Begriff der „15 Minuten Ruhm“) als Abschied von der Musik auf. Er setzte diese Absicht jedoch nicht um. Beim Vorspielen für die Band Goat Deity traf er Precoda, der einer Suchanzeige für einen Bassspieler gefolgt war, und sie gründeten The Dream Syndicate, wobei Precoda zur Gitarre wechselte. Smith kam am Bass dazu und brachte Dennis Duck in die Band, der zuvor in der lokal erfolgreichen Band Human Hands aus Pasadena gespielt hatte.
Am 23. Februar 1982 traten The Dream Syndicate im Club Lingerie zum ersten Mal auf. Sie nahmen im Keller von Wynns Haus eine EP mit vier Titeln auf, die Wynn auf seinem Label Down There veröffentlichte, und die Band erlangte schnell lokale Bekanntheit wegen ihrer langen, von Feedbacks durchzogenen Improvisationen. Sie schöpften dabei aus dem Erbe von The Velvet Underground und Television, aber auch Anleihen bei Quicksilver Messenger Service und Creedence Clearwater Revival waren erkennbar. Wynn sagte später über ihren raschen Erfolg: „Es passierte über Nacht. Wir mussten nichts dafür tun. Es war sehr seltsam und verwirrte uns irgendwie.“
Die Band schloss einen Plattenvertrag mit Slash Records ab, auf deren Unterlabel Ruby Records ihr erstes Album The Days of Wine and Roses 1982 veröffentlicht wurde. Im folgenden Jahr erschien der hymnische erste Titel dieses Albums Tell Me When It’s Over als A-Seite einer EP, die auch eine Coverversion von Buffalo Springfields Mr. Soul enthielt, bei Rough Trade Records in Großbritannien. Kendra Smith verließ The Dream Syndicate und gründete mit David Roback (vorher bei Rain Parade, später bei Mazzy Star) die Band Opal. Sie wurde durch David Provost (Droogs, Russ Tolman, Denver Mexicans) ersetzt.
Aufgrund der positiven Medienresonanz auf die Gruppe wurde A&M Records auf sie aufmerksam und nahm sie 1984 unter Vertrag. Im selben Jahr veröffentlichte die Gruppe ihr wohl ambitioniertestes Album The Medicine Show. Es wurde in San Francisco aufgenommen und von Sandy Pearlman (Blue Öyster Cult, The Clash, The Dictators, Pavlov’s Dog, Shakin’ Street, Jenifer McKitrick) produziert. Die Fertigstellung dieses Albums war aufgrund der vorübergehenden Auflösung der Band mit einigem Zeitaufwand und Schwierigkeiten verbunden und enthält mit Merritville und vor allem John Coltrane Stereo Blues Klassiker. Sie spielten als Vorgruppe von R.E.M. sowie U2 und brachten ebenfalls bei A&M das Live-Album This Is Not The New Dream Syndicate Album – live (unterstützt von dem Studiomusiker Tommy Zvoncheck) heraus, bei dem Karl Precoda zum letzten Mal mitwirkte und Mark Walton zum ersten Mal am Bass zu hören war. Sie verließen A&M, nachdem die Plattenfirma das Demo des Titels Slide Away abgelehnt hatte. Das Lied ist auf dem Album It’s Too Late To Stop Now enthalten, das beim von Pat Thomas (Absolute Grey) geleiteten Fanclub erschien.
Steve Wynn schrieb 1985 zusammen mit Dan Stuart (Green on Red) zehn Lieder, die sie mit Dennis Duck sowie Kollegen aus dem Paisley Underground, wie den Long Ryders, aufnahmen und als Danny and Dusty auf dem Album The Lost Weekend bei A&M herausbrachten.
Nachdem A&M die Gruppe aus ihrem Vertrag entlassen hatten, schlossen sich Wynn, Duck, Mark Walton und Paul B. Cutler (zuvor bei der Death-Rock-Band 45 Grave) zur letzten Besetzung von The Dream Syndicate zusammen und nahmen zwei weitere Studioalben auf, Out Of The Grey (1986), produziert von Cutler, und Ghost Stories (1988), produziert von Elliot Mazer, der auch einige Alben von Neil Young (u. a. Harvest und Time Fades Away) produziert hatte.
Als Abschiedsgeschenk für A&M nahmen The Dream Syndicate das Lied Lonely Bull auf, das 1962 der erste Hit von A&M-Chef Herb Alpert war.
Die Doppel-Live-LP Live at Raji’s, das ebenfalls Mazer produzierte, wurde vor Ghost Stories aufgenommen, aber erst danach veröffentlicht. Nach der Auflösung der Band erschienen unter anderem 3½; The Lost Tapes 1985–1988 mit vorher unveröffentlichten Studioaufnahmen, und The Day Before Wine and Roses, die Aufnahme eines Radio-Liveauftritts kurz vor dem Erscheinen ihres ersten Albums.
Seit der Wiedervereinigung 2012 ist die Band wieder aktiv, mit neuem Album How Did I Find Myself Here? (2017), und war unter anderem 2017 auf Tournee.
Mit These Times (2019) und The Universe Inside (2020) veröffentlichten sie anschliessend zwei weitere Alben.

## Soloprojekte
Nach dem scheinbar endgültigen Aus von The Dream Syndicate Ende der 1980er Jahre begann Steve Wynn seine erfolgreiche Solo-Karriere, Karl Precoda wurde Literaturprofessor, Kendra Smith gründete mit David Roback von Rain Parade und Keith Mitchell von Green on Red die Band Opal, Mark Walton zog nach New Orleans und schloss sich den Continental Drifters an, Dennis Duck zog sich ins Private zurück und Paul B. Cutler arbeitet als Konzertveranstalter im Raum Los Angeles.

## Diskografie
Dream Syndicate
- The Dream Syndicate (1982) EP – Down There Records
- The Days of Wine and Roses (1982) Album – Ruby Records/Slash Records
- Medicine Show (1984) Album – A&M
- This Is Not the New Dream Syndicate Album……Live! (1984) Album – A&M
- Out of the Grey (1986) Album – Chrysalis/Ariola
- 50 In A 25 Zone (1986) Mini-Album – Big Time
- Ghost Stories (1988) Album – Enigma/Virgin
- Live at Raji’s (1989) Do-Album – Enigma/Virgin
- It's Too Late To Stop Now (1989) Album – Another Cowboy (Fanclub Label)
- 3½; The Lost Tapes 1985–1988 (1993) Album – Normal
- The Day Before Wine and Roses (1995) Album – Normal
- How Did I Find Myself Here? (2017) Album – Anti-
- These Times (2019) Album
- The Universe Inside (2020) Album
- Ultraviolet Battle Hymns and True Confessions (2022) Album

Danny & Dusty (mit Steve Wynn & Dennis Duck)
- The Lost Weekend (1985) Album – A&M – Reissue: Prima Records

## Filmografie
- Weathered and Torn (DVD)